# Josep Maria Arnau i Pascual
Josep Maria Arnau i Pascual (Arenys de Mar, 7 de septiembre de 1831-4 de agosto de 1913), abogado y dramaturgo, pionero en la Renaixença catalana.
Fue uno de los comediógrafos teatrales más populares de la época. Empezó a escribir en castellano, pero a partir de 1864 únicamente utilizó el idioma catalán.
Publicó obras de gran éxito como Las Almendras de Arenys (1860), Los Baños de Caldetes, Un pollastre aixellat, La media naranja  y  Mujeres, entre muchos otros.
En sus obras, la mayoría estrenadas al Teatro Romea de Barcelona, rehuía las palabras del mal gusto y empleaba palabras propios de Arenys, introduciendo una ironía que a menudo ridiculizaba las mujeres curiosas o ramplonas.
En faltarle su hijo dejó de escribir y se recluyó en su casa hasta que murió. Está enterrado en el Cementerio de Arenys de Mar.

## Obra dramática
- La heredera del Vallès, estrenada en el teatro Romea, el 19 de septiembre de 1866.
- Un lío de cuerdas, estrenada en el teatro Romea, el 8 de abril de 1867.
- Un pollo eixelat, estrenada en el teatro Romea, el 17 de septiembre de 1867.
- Los baños de Caldetes, estrenada en el teatro Romea, el 13 de noviembre de 1867.
- Las almendras de Arenys, estrenada en el teatro Romea, el 22 de febrero de 1868.
- La media naranja, estrenada en el teatro Romea, el 3 de marzo de 1868.
- Las herederas y herederos, estrenada en el teatro Romea, el 12 de enero de 1869.